# Loitsche
Loitsche [loːtʃə] ist ein Ortsteil der Gemeinde Loitsche-Heinrichsberg im Landkreis Börde nördlich von Magdeburg.

## Geografie
Loitsche liegt an der Ohre und grenzt im Süden an die Elbauen von Rogätz. Nordwestlich des Dorfes beginnen die umfangreichen Waldgebiete der Colbitz-Letzlinger Heide. Das Dorf liegt rund 30 Kilometer nördlich der Landeshauptstadt Magdeburg.

## Geschichte

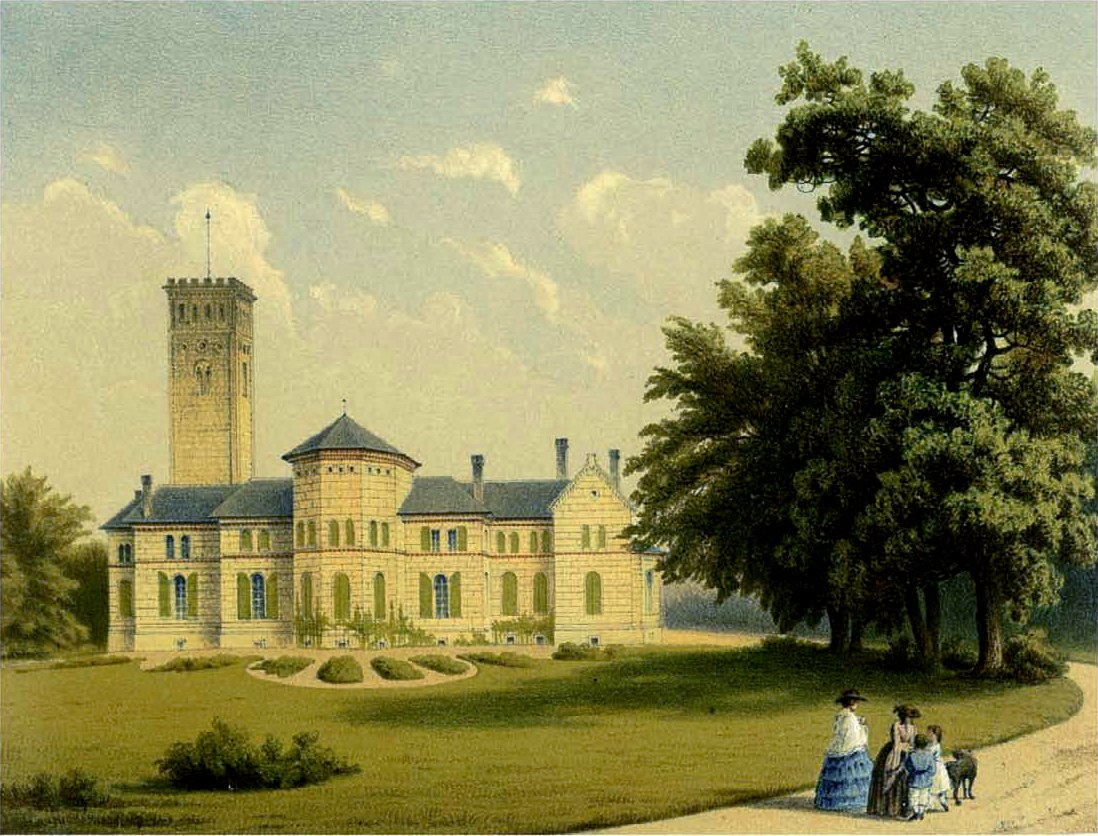
Schloss Ramstedt um 1860, Sammlung Alexander Duncker

Loitsche wurde im Jahre 1152 erstmals urkundlich im Güterverzeichnis des Klosters Hillersleben erwähnt.
Schloss Ramstedt wurde 1831 für Graf Adrian von Zieten und seine Frau, eine geborene Gräfin von der Schulenburg, erbaut. Der Schlosspark wurde nach Entwürfen des bekannten Gartenarchitekten Peter Joseph Lenné angelegt. Aus dieser Zeit stammt auch das Mausoleum mit den Wappen von Zieten und derer von der Schulenburg. Von 1857 bis 1945 war Schloss Ramstedt im Besitz der Familie von der Schulenburg und diente nach der Enteignung bis 1999 als Heim. Das Mausoleum dient der kleinen Gemeinde als Friedhofskapelle.
Am 1. Januar 2010 schloss sich Loitsche mit Heinrichsberg zur neuen Gemeinde Loitsche-Heinrichsberg zusammen. Als Ortsteil der Gemeinde Loitsche war Ramstedt (eingemeindet am 1. Juli 1950) ausgewiesen. Daneben waren Bahnhof Loitsche und Darre als Wohnplätze in der Gemeinde benannt.

## Wappen
Das Wappen wurde am 2. November 1999 durch das Regierungspräsidium Magdeburg genehmigt.
Blasonierung: „Geteilt von Gold über Rot; oben zwei Rosen mit golden umkränzten Butzen, unten eine goldene Rose mit rot umkränzten Butzen.“
Loitsche besaß kein offiziell genehmigtes Wappen, führte jedoch seit ca. 1985 das Wappen der Familie von Alvensleben, die in Loitsche zeitweilig Grundbesitz hatte. Die Ortsteile Lotsch und Hilligendorf zählten zum Hochadligen Alvenslebischen Amt Rogätz, wobei Ramstedt im Besitz der Familie Schulenburg-Alvensleben war. Es war Beschluss der Gemeinde, die drei Orte Lotsch, Hilligendorf und Ramstedt, aus denen der jetzige Ort Loitsche hervorging, durch drei heraldische Rosen darzustellen. In Anlehnung an den einstigen „Roten Berg“ von Loitsche (heute von einer Kali-Halde bedeckt), über den es auch Sagen gibt, wie auch in Anlehnung an die bisher in Gewohnheitsrecht geführten Tinkturen ist das Wappen in verwechselten Farben Gold (Gelb) und Rot gehalten.
Das Wappen wurde von dem Magdeburger Kommunalheraldiker Jörg Mantzsch gestaltet.

## Flagge
Die Gemeinde Loitsche führte eine gold (gelb) / rot gestreifte Flagge mit dem aufgelegten Wappen der Gemeinde.

## Wirtschaft und Infrastruktur

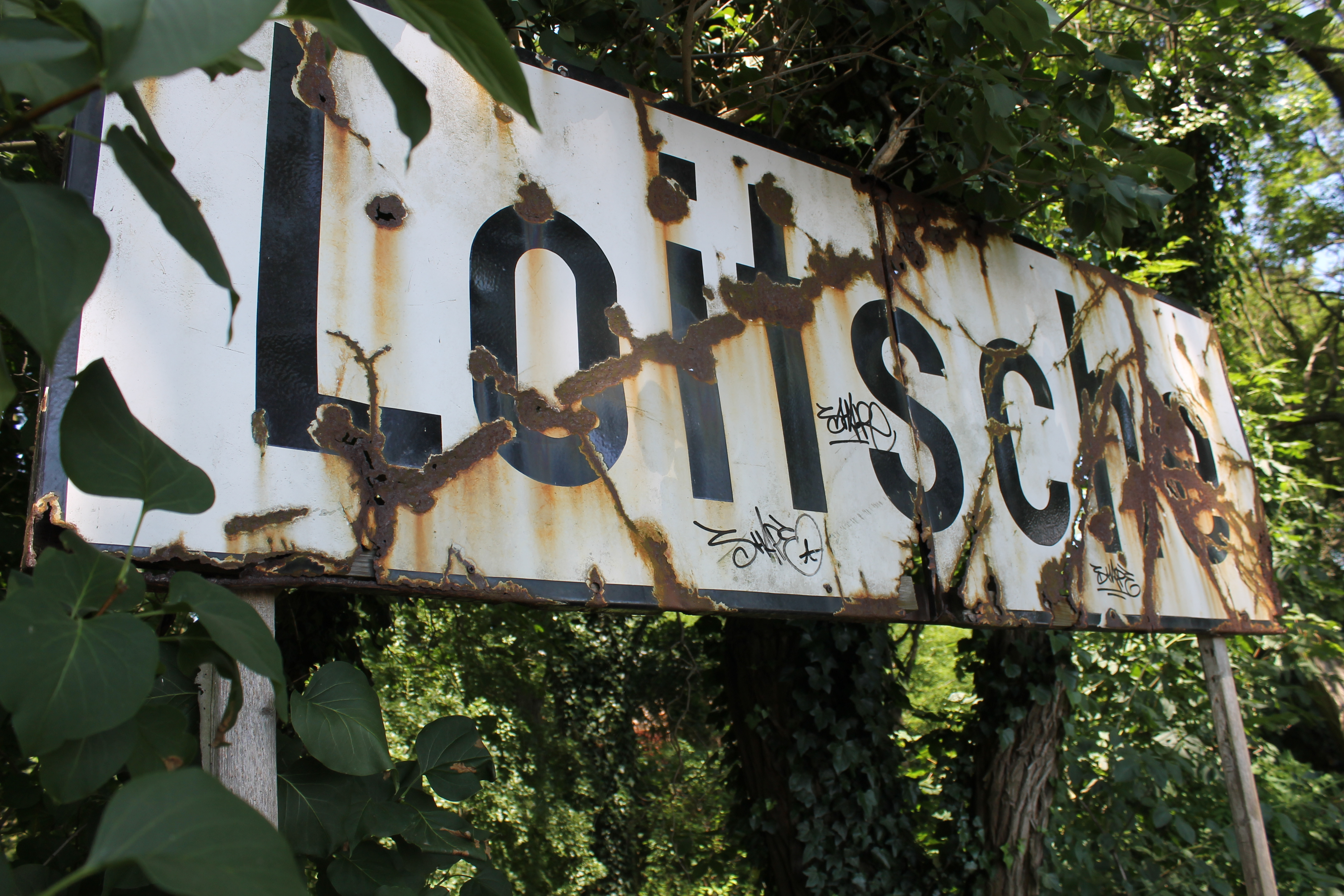
Bahnhofsschild der ehemaligen Station Loitsche an der Bahnstrecke Magdeburg–Stendal

Die Wirtschaft Loitsches wird geprägt durch das zu Dreiviertel auf dem Gebiet der ehemaligen Gemeinde Loitsche liegende Kaliwerk Zielitz der K+S Minerals and Agriculture mit seinen 1.800 Beschäftigten. Außerdem ist ein großes Granitwerk, die Magna Naturstein mit ca. 120 Beschäftigten in Loitsche ansässig.

### Verkehrsanbindung
Loitsche liegt an der Bahnstrecke Magdeburg–Stendal. Der nächste Bahnhof befindet sich westlich des Ortes im 2 km entfernten Zielitz, bzw. trennt die Straße den Bahnhof Zielitz vom Industriegebiet Loitsche. Der ehemalige Bahnhof Loitsche befindet sich etwa zwei Kilometer nördlich des Ortes.
Sieben Kilometer südlich des Dorfs beginnt die 2003 fertiggestellte Schnellstraße der Bundesstraße 189, die einen direkten Anschluss an die Stadt Magdeburg sowie die Bundesautobahn 2 liefert.

## Bauwerke
Die Kulturdenkmale des Dorfs sind im örtlichen Denkmalverzeichnis aufgeführt. Darunter die Dorfkirche Loitsche und der Pfarrhof Loitsche und das Kriegerdenkmal Loitsche.

## Persönlichkeiten
Der deutsche Stadtbaumeister Gustav Bastel (1878–1956) wurde in Loitsche geboren.
Die Radrennfahrerin Elisabeth Eichholz (1939–2022) und der Fußballspieler Hartmut Eichel (* 1952) wuchsen im Ort auf. 
Auch die Zwillinge Tom und Bill Kaulitz, Gitarrist bzw. Sänger der Band Tokio Hotel hatten ihren Wohnsitz in Loitsche. Sie zogen nach Loitsche, als sie acht Jahre alt waren.